# Osmylus wuhishanus
Osmylus wuhishanus är en insektsart som beskrevs av C.-k. Yang 1999. Osmylus wuhishanus ingår i släktet Osmylus och familjen vattenrovsländor. Inga underarter finns listade i Catalogue of Life.